# Calypogeia granulata
Calypogeia granulata là một loài rêu trong họ Calypogeiaceae. Loài này được Inoue mô tả khoa học đầu tiên năm 1968.